# Beishanlong grandis
Beishanlong grandis (zhn."gran dragón de las montañas del norte") es la única especie conocida del género extinto Beishanlong, un dinosaurio terópodo ornitomimosauriano que vivió a mediados del período Cretácico, hace aproximadamente 115 y 100 millones de años, entre el Aptiense y el Albiense en lo que hoy es Asia.

## Descripción
Beishanlong es de un tamaño considerable, aproximándose a los individuos más grandes conocidos de Gallimimus, que se han estimado en 8 metros. El ejemplar encontrado media cerca de 7 metros de largo y pesaba 600 kilogramos siendo uno de los ornitomimosauriano más grande encontrados aun sin haber alcanzado la madurez con cerca de 14 años de vida y como adulto habría llegado a los 8 metros y 750 kilogramos. Según la descripción, Beishanlong "es definitivamente uno de los ornitomimosáuridos más grandes descritos hasta el momento, sin embargo el análisis histológico demuestra que el individuo holotipo todavía crecía en su muerte." Extrapolando a partir de los sesenta y seis centímetros de largo del fémur, los descriptores estimaron el peso en 626 kilogramos. Gregory S. Paul en 2010 dio una estimación de siete metros de longitud y quinientos cincuenta kilogramos. Un estudio histológico de la estructura ósea del peroné encontró entre trece o catorce líneas de crecimiento, Indicando que el individuo era subadulto, aunque el crecimiento ya había disminuido. Las garras de las manos medían 15 centímetros de largo, además poseía fuertes miembros delanteros, que aunque no podría levantar o estirar demasiado habrían sido excelente para rastrillar o excavar el suelo.

## Descubrimiento e investigación
La especie tipo, B. grandis, fue descrita en línea en 2009 por un equipo de paleontólogos chinos y estadounidenses, y publicado formalmente en enero de 2010 por Peter Makovicky , Li Daiqing , Gao Keqin , Matthew Lewin , Gregory Erickson y Mark Norrell. Tres fósiles fueron hallados a comienzo del siglo XXI en el noroeste de China, en el sitio conocido como "castillo del fantasma blanco", en la provincia de Gansu, en el Grupo Xinminpu, siendo encontrado un esqueleto postcraneal de un subadulto. 
Beishanlong vivió en el límite de los estadios aptiano a albiano, hace unos 120 millones de años. Sus fósiles fueron descubiertos en capas del Grupo Xinminpu. El holotipo es FRDC-GS GJ (06) 01-18, fue encontrado en 2006, que consiste en un esqueleto parcial que carece del cráneo.  Los paratipos consisten en dos especímenes encontrados en 2007, uno consiste en restos de miembros posteriores, el otro, FRDC-GS JB (07) 01-01, es un par de pubis. Un cuarto fósil encontrado en 1999, IVPP V12756 que consiste en huesos del pie, fue referido tentativo a la especie.

## Clasificación

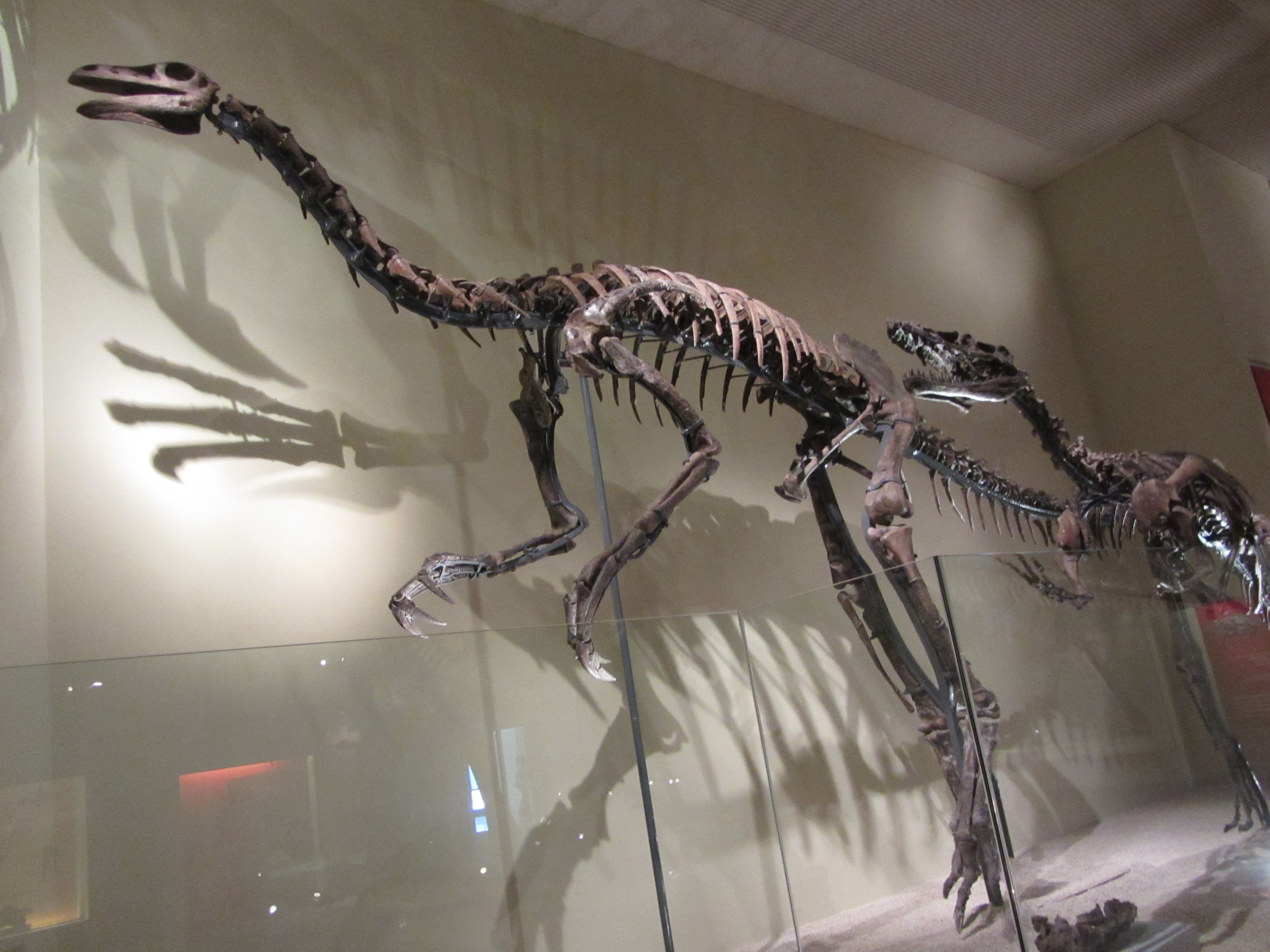
Fósil de Beishanlong grandis.

Según los descriptores Beishanlong fue asignados a la Ornithomimosauria en una posición basal, estaba estrechamente emparentado con los ornitomímidos Harpymimus. Juntos formaron una politomía con la rama principal de ornitomimosauriana justo debajo de Garudimimus. Compartió territorio con Therizinosaurus Suzhousaurus y el oviraptorosauriano Gigantoraptor,  proporciona la evidencia en la evolución paralela del gigantismo en linajes separados de celurosaurianos con pico y posiblemente herbívoros en un breve período en Asia central. En 2014 Yuong-Nam Lee et al. recuperó a Beishanlong como miembro de Deinocheiridae basal a un clado que contenía Garudimimus y Deinocheirus.